# Schulschiff Deutschland
Pour les articles homonymes, voir Deutschland.
Le Schulschiff Deutschland (littéralement, « Navire-école Allemagne ») est un trois-mâts carré construit en 1927 dans l'ancien chantier naval Joh. C. Tecklenborg de Geestemünde (aujourd'hui Bremerhaven).
Ancien navire-école de la marine allemande, il a été inscrit dès 1994 au registre des monuments historiques du Land de Brême. Désormais il se trouve au mouillage de la ville de Brême.

## Histoire
Le Schulschiff Deutschland a été lancé le 14 juin 1927. Il était le dernier grand voilier trois-mâts à être construit au chantier naval Tecklenborg de Geestemünde Bremerhaven pour la marine allemande, sur le modèle du Grossherzogin Elisabeth (actuel Duchesse Anne) dont il est l'un des trois sister-ships.
Son armateur est l'Amicale des navires écoles allemands (Deutscher Schulchiff Vereins) créée en 1900 sous la présidence du Grand-Duc d'Oldenbourg. La construction du Schulschiff Deutschland était destinée à compenser la perte de deux navires de l'association, cédés comme dommages de guerre en 1920 à la France et à la Grande-Bretagne, le Prinzess Eitel Friedrich (actuel Dar Pomorza) et le Grossherzog Friedrich August (actuel Statsraad Lehmkuhl) construits également sur le même modèle.
Son premier commandant est le capitaine Walker qui commandait auparavant le Grossherzogin Elisabeth.
Le Schulschiff Deutschland est un trois-mâts à coffre à longue dunette qui s'étend jusqu'au grand mât, tandis qu'à l'avant le gaillard et le pont sont presque combinés. Il a des doubles perroquets, ce qui lui donne six voiles carrées sur chaque mâts, contrairement à ses sister-ships qui n'en ont que cinq. Le navire est équipé de toutes les installations modernes de l'époque : station radio, appareil de sonde Thompsons, détecteur de direction sous-marine et installation électrique, mais n'aura jamais de moteur auxiliaire.
Le Schulschiff Deutschland effectue régulièrement ses voyages de formation, l'été en mer Baltique et, l'hiver, vers les eaux chaudes de l'Amérique du Sud. De 1927 à 1939, il a effectué 29 voyages de formation, 12 en Amérique du Sud et 17 en mer Baltique. Il rentre de son dernier voyage de l'Atlantique sud le 22 mars 1939 en rade de Bremerhaven.
Durant la Seconde Guerre mondiale, il continue les navigations de formation du port de Lübeck malgré l'augmentation des attaques aériennes.
En 1945, après l'occupation de la région de Lübeck par l'armée britannique, il est réquisitionné comme navire-hôpital pour les alliés. En 1946, il rejoint Cuxhaven sur ordre de la marine britannique. En 1948, il revient sur la zone d'occupation américaine, à Brême, pour servir d'auberge de jeunesse durant quelques années.
Le 27 février 1950, il redevient officiellement un navire-école allemand après avoir subi les travaux de réfection nécessaires à sa remise en service.
C'est en 1995 qu'il devient patrimoine national. Il est rénové une nouvelle fois en 1996 pour devenir un navire-musée. Il sert aussi à diverses manifestations (célébrations, séminaires, expositions...). Il peut aussi, grâce à ses 30 cabines doubles et la suite du capitaine, servir en hébergement sur plusieurs jours à l'occasion de mariages et de fêtes diverses.